# (14010) Jomonaomori
(14010) Jomonaomori ist ein Asteroid des Hauptgürtels, der am 16. Oktober 1993 von den japanischen Astronomen Kin Endate und Kazurō Watanabe am Kitami-Observatorium (Sternwarten-Code 400) in Kitami, Unterpräfektur Okhotsk in Hokkaidō entdeckt wurde.
Der Asteroid gehört zur Eunomia-Familie, einer nach (15) Eunomia benannten Gruppe, zu der vermutlich fünf Prozent der Asteroiden des Hauptgürtels gehören.
Der Himmelskörper wurde am 28. Dezember 2012 nach der Jōmon-Zeit (jap. 縄文時代, jōmon jidai) benannt, einer von 14.000 bis 300 v. Chr. andauernden Phase in der Vorgeschichte Japans. Hinterlassenschaften aus dieser Epoche werden häufig in der Präfektur Aomori gefunden.